# Milan Petrović
Milan Petrović (Ragusa, 28 dicembre 1958) è un ex calciatore jugoslavo, di ruolo difensore.